# Kybos candelabricus
Kybos candelabricus är en insektsart som beskrevs av Dlabola 1958. Kybos candelabricus ingår i släktet Kybos och familjen dvärgstritar. Inga underarter finns listade i Catalogue of Life.